# 南开大学中外文明交叉科学中心
南开大学中外文明交叉科学中心，2020年4月由南开大学校长办公会决议建立，是“4211”卓越南开行动计划的实施内容。南开大学中外文明叉科学中心的定位是依托历史学科，带动人文学科的学术发展和转型，研究方向专注于中外文明比较、国家与社会治理、大国外交与东北亚外交、科技与人文等四个方面，南开大学历史学院教授、中国现代史学会副会长江沛任中心首任负责人。